# Історія пошти Закарпатської України
Історія пошти і поштових марок в Закарпатській Україні простежується з середини XIX століття і охоплює період недовготривалої незалежності в середині XX століття, після якого пошта Закарпатської області стала частиною поштової системи СРСР, а з 1991 року — сучасної України.

## Ранній період
До закінчення Першої світової війни Закарпатська Україна знаходилась під владою Угорщини. В цей період на її території у вжитку були спочатку австрійські (з середини 1850 року), а пізніші австро-угорські (з 1867) та угорські поштові марки (з травня 1871 року).
В листопаді 1918 року Закарпатська Україна ввійшла в склад Чехословацької республіки. З 1919 року і до середини 1939 року на її території функціонувала чехословацька пошта. Ліквідація Чехословаччини в березні 1939 року призвела до виникнення самостійної держави Закарпатської (Карпатської) України, що проіснувала всього дві доби до приєднання до Угорщини.

## Незалежна Карпатська Україна
15 березня 1939 року, в день проголошення незалежності і відкриття Сейму Карпатської України, в Хусті ходила поштова марка з написом українською мовою «Карпатська Україна», випущена чехословацькою поштою. Малюнок марки — зображення церкви в Ясіні — повторював чехословацьку марку вартістю 60 геллерів, випущену в 1928 році до ювілею незалежності країни, але із зміненим номіналом (3 чехословацькі крони), кольором і написами.

## Друга світова війна

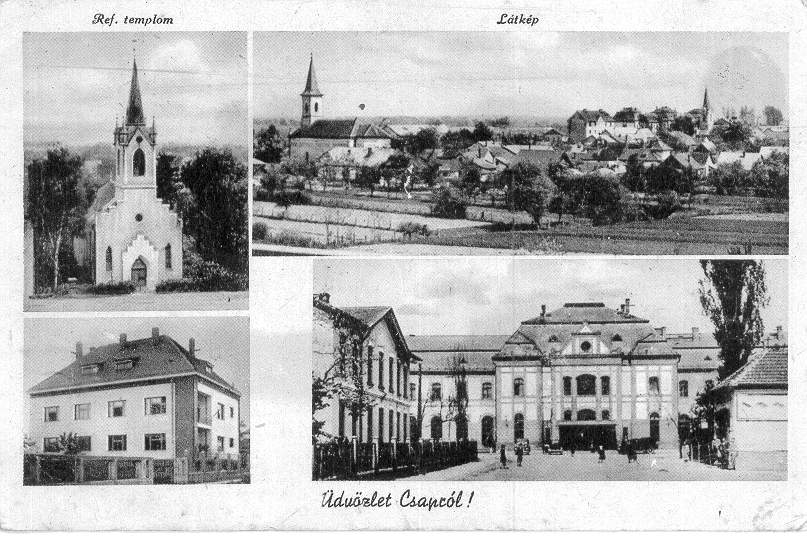
Угорська листівка з видами закарпатського Чопу (між 1930 і 1940 роками)

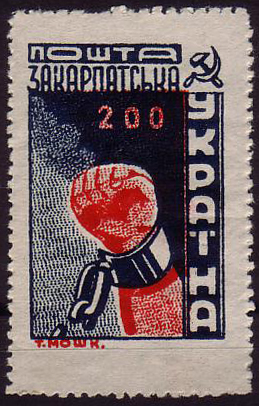
Поштова марка Закарпатської України (1945)

В період окупації на території Закарпатської України, до її визволення восени 1944 року, курсували угорські поштові марки. В грудні 1944 року по вказівці Делегатури уряду Чехословаччини, що мала резиденцію в місті Хуст, на марках Угорщини був зроблений надрук ручним штемпелем чорною фарбою абревіатури «ČSP» («Чехословацька пошта») і цифри року «1944». Марки цього випуску ходили на території всієї Закарпатської України, на схід від міста Севлюш протягом кількох місяців. Подібний надрук був зроблений в Угорщині наприкінці 1944 года в Мукачеві, проте це був неофіційний випуск і походження його неясне. Надруки Закарпатської України відносно рідкісні, через це вони багатократно підроблялися на шкоду колекціонерам.
10 лютого і 20 березня 1945 року адміністрація регіону, представлена Народною Радою Закарпатської України, зробила типографський надрук чорною або червоною фарбою в три рядки українською мовою «Пошта/Закарпатська/Україна» і номіналу на поштових, доплатних і фіскальних марках Угорщини. Перший випуск був виконаний в державній типографії, другий — в приватній типографії Фельдеши (обидві в Ужгороді). Номінал марок без вказівки валюти. Це було викликано одночасним обігом на території України після її визволення чехословацьких і угорських грошових знаків.
1 травня 1945 року Народна Рада Закарпатської України випустила власні поштові марки із зображенням солдата, розірваних кайданів і руки, зжатої в кулак, що розриває окови. В червні і липні 1945 року вийшли ще дві серії марок Закарпатської України з зображеннями п'ятикутної зірки з серпом и молотом. На всіх цих поштових марках номінал вказаний без вказівки валюти. Друкувалися вони в приватній типографії Лама в Ужгороді.
| Останні марки Закарпатської України (червень-серпень 1945) |
| ---------------------------------------------------------- |
|                                                            |

15 листопада 1945 року, згідно з договором між СРСР і Чехословаччиною, Закарпатська Україна ввійшла в склад Українська РСР і на її території розпочала діяльність радянська пошта. Після проголошення Україною незалежності в 1991 році в Закарпатській області функціонує Укрпошта.

## Пам'ять

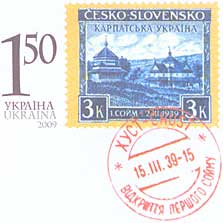
Оригінальна марка на художньому конверті України (2009) з зображенням марки Карпатської України 1939 року

У 2009 році, у зв'язку із 70-річчям проголошення Карпатської України, українським поштовим відомством був підготовлений художний конверт з оригінальною маркою (дизайн Наталі Михайличенко). На поштовій мініатюрі, погашеній спеціальним штемпелем, зображена марка Карпатської України 1939 року. Штемпель червоного кольору має напис на честь відкриття першого Сейму 15 березня 1939 року. Зображення на конверті представляє портрет президента Карпатської України Августина Волошина.